# Coryphasia nigriventris
Coryphasia nigriventris är en spindelart som beskrevs av Cândido Firmino de Mello-Leitão 1947. Coryphasia nigriventris ingår i släktet Coryphasia och familjen hoppspindlar. Inga underarter finns listade i Catalogue of Life.